# Launceston Casino City
Die Launceston Casino City waren eine professionelle Basketball-Mannschaft der australasischen National Basketball League (NBL) aus der im australischen Bundesstaat Tasmanien gelegenen Stadt Launceston. Das Team gründete sich vor der Saison 1980 und löste sich nach der Saison 1982 wieder auf.

## Erfolge
- NBL-Meister (1): 1981
- Playoff-Teilnahmen (1): 1981
- Final-Teilnahmen (1): 1981

## Saisonbilanzen
- Meister der NBL
- Vizemeister der NBL

| Saison | Platz | Spiele | Siege | Niederlagen | Siegquote in % | PlayOffs           |
| ------ | ----- | ------ | ----- | ----------- | -------------- | ------------------ |
| 1980   | 8     | 22     | 9     | 13          | 40,9           | nicht qualifiziert |
| 1981   | 2     | 22     | 14    | 8           | 63,6           | im Finale gewonnen |
| 1982   | 13    | 26     | 5     | 21          | 19,2           | nicht qualifiziert |

## Trainerhistorie
- Rex Johnstone & Phil Thomas: 1980
- Jim Ericksen: 1981
- Curtis Coleman: 1982